# دیر ابو ضعیف
دیر ابو ضعیف (به لاتین: Deir Abu Da'if) یک شهرک در دولت فلسطین است که در استان جنین واقع شده‌است. دیر ابو ضعیف ۵٬۲۹۳ نفر جمعیت دارد.